# Louis Debaraz
Louis Debaraz, död 1745, var en fransk präst som tillsammans med fem andra män, varav tre kolleger,  avrättades i Lyon för att ha försökt finna en gömd skatt med hjälp av trolldom: ytterligare 23 dömdes till att bli galärslavar. De var troligen de sista som avrättades för häxeri i Frankrike.